# ولویر
ولویر (به فرانسوی: Velluire) یک کمون در فرانسه است که در Canton of Fontenay-le-Comte واقع شده‌است.

## خصوصیات
ولویر ۹٫۵۴ کیلومترمربع مساحت و ۸۱۹ نفر جمعیت دارد.